# Фартушний Яків Дмитрович
Фартушний Я́ків Дми́трович (нар.1877 р., с. Кишеньки Кобеляцького р-ну Полтавської обл. — пом. 22 вересня 1980, Нью-Йорк, США) — полковник Армії УНР, учасник Визвольних Змагань.
Українець, із селян, освіта початкова. Заарештований 23 серпня 1941 р. Засуджений Верховним Судом Татарської РСР 24 липня 1942 р. за ст. ст. 54-10, 58-2 КК УРСР до розстрілу з конфіскацією майна; Верховним Судом РРФСР 13 серпня 1942 р. вирок змінено на 10 років позбавлення волі.
Певний час проживав в США, був членом Об'єднання бувших вояків-українців в Америці ВУА в Нью-Йорку.
Реабілітований Полтавською обласною прокуратурою 16 серпня 1995 р.